# 웰포드 로드

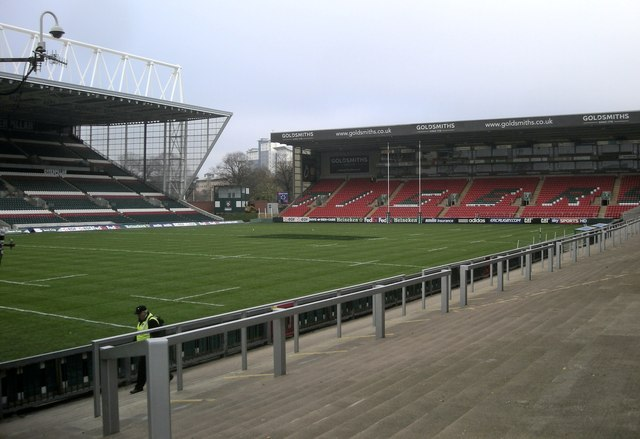
웰포드 로드

웰포드 로드 스타디움(Welford Road Stadium)은 1892년에 세워진 잉글랜드 레스터의 럭비 경기장이다. 아비바 프리미어십의 레스터 타이거스의 홈구장이며 수용인원은 24,000명이며 30,000명으로 확장 예정이다.